# ÖBB 1050 sorozat
Az ÖBB 1050 sorozat az ÖBB kétáramnemű villamos mozdonya volt. Ez a mozdony 1957-ben készült, mivel a 25 kV 50 Hz-es technológia akkoriban kezdett teret nyerni a vasútüzemben, Franciaországból kiindulva. Ez egy kísérleti mozdony volt, amelyből csak egy darab készült, és az ugyanebben az időben épített ÖBB 1141 sorozat mechanikai részeinek alapjaira épült.
A technológia alkalmasságának bizonyítására a St. Veit/Glan és Villach közötti vezeték egy rövid szakaszát 16 2/3 és 50 Hz-es frekvenciára alakították át. 1957 májusa és júliusa között az 1050.01-et a németországi Höllentalbahnon is használták. Ott Offenburgtól Freiburg im Breisgau-ig 16 2/3 Hz-en, majd tovább 50 Hz-en közlekedett. Az 1050-es az előírt 63 tonna helyett akár 95 tonnát is képes volt szállítani a 8 kilométer hosszú, 55 promille-os rámpán. Németországból való visszatérése után az 1050-es Bécs nyugati részén állomásozott, és onnan teljesített szolgálatot a Passau felé vezető útvonalon.
1973-ban az 1050.01-et hivatalosan kivonták a forgalomból, és műszakilag a 1141-es sorozathoz igazították, hogy felváltja a szerencsétlenül járt 1141.03-ast. A mozdonyt 1141 003 (II) néven konzerválták, és jelenleg a Bahnpark Augsburgban van kiállítva.